# 布瓦若瓦
布瓦若瓦是波蘭的城鎮，位於該國東南部，由喀爾巴阡山省負責管轄，始建於1435年，面積4.23平方公里，海拔高度230米，鎮上的哥德復興式教堂建於1896至1900年，2006年人口2,110。

## 外部連結
- Official website （页面存档备份，存于）

49°53′N 22°06′E / 49.883°N 22.100°E